# 대구지방고용노동청
대구지방고용노동청(大邱地方雇用勞動廳)은 대한민국 고용노동부의 소속기관이다. 2010년 7월 5일 발족하였으며, 대구광역시 수성구 동대구로 231에 위치하고 있다. 청장은 고위공무원단 나등급에 속하는 일반직공무원으로 보한다.

## 직무
- 보안·관인관리, 문서의 수발, 예산·회계 및 결산, 공무원의 임용·급여, 그 밖의 인사사무
- 고용보험료의 체납처분 및 결손처분의 승인과 고용보험 관련 과태료의 부과에 관한 사항
- 직업능력개발훈련 및 직업능력개발사업에 관한 사항
- 「근로기준법」의 적용 및 위반에 대한 조치 등 근로감독에 관한 사항
- 사업장의 재해예방에 관한 지도 및 산업안전보건에 관한 법령의 위반에 대한 조치 등 산업안전보건에 관한 사항
- 「남녀고용평등과 일·가정 양립 지원에 관한 법률」의 적용과 남녀고용차별의 개선 등 여성근로자에 관한 사항
- 구인·구직 및 취업알선 등 직업안정에 관한 사항
- 국내취업 외국인근로자의 고용허가 및 관리에 관한 사항
- 실업급여 지급, 고용안정사업 및 고용보험 피보험자격 관리에 관한 사항
- 노사분규의 예방과 수습, 노사협력의 증진과 그 밖에 노사관계의 합리적 개선에 관한 사항
- 소속 지청에 대한 업무의 지휘·감독

## 연혁
- 1964년 1월 1일: 노동청 소속으로 대구산업재해보상보험사무소 설치.
- 1968년 6월 25일: 노동청 소속으로 대구·포항·영주직업안정소 및 영주산업재해보상보험사무소 설치.
- 1970년 4월 7일: 대구직업안정소를 경북직업안정소로 개편. 포항·영주직업안정소를 포항·영주출장소로 개편하여 경북직업안정소의 소속기관으로 편입. 대구산업재해보상보험사무소를 경북산업재해보상보험사무소로 개편하고, 영주산업재해보상보험사무소를 영주출장소로 개편하여 경북산업재해보상보험사무소의 소속기관으로 편입.
- 1972년 12월 19일: 경북산업재해보상보험사무소를 대구산업재해보상보험지방사무소로, 영주출장소를 영주산업재해보상보험지방사무소로 개편.
- 1974년 10월 2일: 경북직업안정소 및 경북·영주산업재해보상보험지방사무소를 대구지방사무소로, 포항·영주출장소를 포항·영주지방사무소로 개편하고, 구미지방사무소를 설치.
- 1981년 4월 8일: 노동부 소속으로 변경.
- 1987년 5월 15일: 포항·영주·구미지방사무소를 경북지방사무소의 소속기관으로 편입. 안동지방사무소 설치.
- 1987년 12월 9일: 대구지방사무소를 대구지방노동청으로 개편. 소속 지방사무소를 지방노동사무소로 개편.
- 1990년 3월 26일: 대구남부지방노동사무소 설치.
- 2004년 2월 9일: 대구남부지방노동사무소를 대구북부지방노동사무소로 개편.
- 2006년 3월 2일: 지방노동사무소를 고용노동지청으로 개편.
- 2010년 7월 5일: 고용노동부 소속 대구지방고용노동청으로 개편.
- 2012년 12월 5일: 대구북부지청고용노동지청을 대구서부고용노동지청으로 개편.

## 관할구역
- 대구광역시 중구·동구·수성구·북구
- 경상북도 영천시·경산시·청도군·군위군

## 조직

### 청장
- 지역협력과[1]
- 고용관리과[1]
- 부정수급조사과[1]
- 노사상생지원과[1]
- 근로개선지도제1과[1]
- 근로개선지도제2과[1]
- 광역근로감독과[1]
- 산재예방지도과[1]

대구고용센터
- 취업지원과[3]
- 실업급여과[3]
- 취업성공패키지과[3]
- 기업지원과[3]
- 직업능력개발과[3]

대구강북고용센터
대구동부고용센터
경산고용센터

### 소속기관
지청장은 서기관 또는 기술서기관으로, 고용센터 소장은 서기관·기술서기관·행정사무관·통계사무관·공업사무관·보건사무관·시설사무관·전산사무관 또는 행정주사로 보한다.
| 명칭                 | 위치                                | 관할구역                                                            | 고용센터                                       |
| -------------------- | ----------------------------------- | ------------------------------------------------------------------- | ---------------------------------------------- |
| 대구서부고용노동지청 | 대구광역시 달서구 화암로 301        | 대구광역시 서구·달서구·남구·달성군 및 경상북도 칠곡군·고령군·성주군 | 대구서부고용센터·대구달성고용센터·칠곡고용센터 |
| 포항고용노동지청     | 경상북도 포항시 남구 새천년대로 430 | 경상북도 포항시·경주시·영덕군·울릉군·울진군                         | 포항고용센터·경주고용센터                      |
| 구미고용노동지청     | 경상북도 구미시 3공단1로 312-27     | 경상북도 구미시·김천시·칠곡군 석적읍 중리 구미국가산업단지          | 구미고용센터·김천고용센터                      |
| 영주고용노동지청     | 경상북도 영주시 번영로 88           | 경상북도 영주시·상주시·문경시·봉화군                                | 영주고용센터·문경고용센터                      |
| 안동고용노동지청     | 경상북도 안동시 경동로 400          | 경상북도 안동시·예천군·의성군·영양군·청송군                         | 안동고용센터                                   |